# Raul Gazolla
Raul Oliveira Gazolla (Rio de Janeiro, 7 de agosto de 1955) é um ator, produtor, ex-modelo e ex-bailarino brasileiro.

## Carreira
Estreou em novelas na segunda versão de Selva de Pedra (86), interpretando Oswaldo. Em seguida, faz Fera Radical (88), como Marcelo, um estudante morador da pensão de Lourdes (Cleyde Blota) e Pacto de Sangue (89), como Fernando. Mas a novela que marcou sua carreira de galã foi Kananga do Japão (89), como o protagonista Alex, fazendo par com Christiane Torloni.
Em 1991, ainda na Manchete, fez Amazônia - Parte II (91), interpretando dois papeis: Daniel e Lírio Pessoa. No ano seguinte, volta à Rede Globo, e faz Deus Nos Acuda (92), como Paco, apaixonado por Maria Escandalosa (Cláudia Raia) e alvo do amor de Clarisse (Regina Braga).
Em 1993, volta à Manchete, e faz Guerra Sem Fim (93), como Tripé e 74.5 - Uma Onda No Ar (94), como Caíque. Já em 1995, volta de novo à Rede Globo, e faz a minissérie Decadência (95), interpretando Vítor Prata.
Em 1996, faz uma novela da SBT, Razão de Viver (96), como Ruffo, e em seguida volta à Globo pela terceira vez, e participa da novela Anjo Mau (97), vivendo Ciro Furtado, pai de Lígia (Lavínia Vlasak) e marido de Marilu (Mila Moreira) e da minissérie Labirinto (98), como Franklin, casado com Letícia (Helena Fernandes), que acaba sendo eleito presidente da empresa de seu sogro após sua morte.
Em junho de 1999, foi capa da revista Íntima.
Em 2000, participou da Praça é Nossa.
Em 2001, destacou-se em O Clone (2001), como Miro, amigo de Xande (Marcello Novaes). No final dessa novela, Nazira (Eliane Giardini) continua sonhando com ele (Miro), e os dois saem em um cavalo alado pelo céu. Em 2003, fez Kubanacan (2003), como Herrera, amigo de Enrico (Vladimir Brichta). Em 2005, fez sua última novela na Globo, América (2005), como Helinho, ex-namorado de Nina (Cissa Guimarães), que se apaixona por Mari (Camila Rodrigues).
Em 2006, transfere-se para a Record. Nesse ano, fez uma pequena participação em Prova de Amor (2005), como Cadu, e em seguida fez Vidas Opostas (2006), como o inspetor Hélio. Depois, faz Os Mutantes - Caminhos do Coração (2008), como João Ricardo, e Bela, a Feia (2009), como Armando, marido de Samantha (Luiza Tomé).
Viveu o ex-policial Evaldo Fael em Máscaras (2012), fazendo triângulo amoroso com Eliete Cigarini (Nair) e Lívia Rossy (Yara).
Em 2017 retorna à Rede Globo, escalado no elenco da novela A Força do Querer.

## Vida Pessoal
Em dezembro de 1992 sua esposa, Daniella Perez, foi assassinada pelo colega de trabalho Guilherme de Pádua e pela esposa dele, Paula Thomaz. O ator desenvolveu depressão, pânico e ansiedade, e conseguiu melhorar após alguns anos de psicoterapia e tratamento psiquiátrico.[carece de fontes?] Raul até hoje é amigo de sua sogra, Gloria Perez.
Gazolla tem uma filha única, fruto do seu casamento com a estilista Mariúza Palhares.[carece de fontes?] Em 2005 casou-se com Fernanda Loureiro, mãe de duas filhas do seu primeiro casamento.
O ator já sofreu cinco infartos e em 2012 teve que abandonar os treinos de jiu-jitsu, arte marcial que praticava há mais de vinte anos. Em 2017 Raul voltou a treinar e atualmente é faixa preta 4º grau.
No dia 16 de outubro de 2007, Raul foi chamado para prestar esclarecimentos à polícia por cuspir no rosto de uma adolescente por causa de uma discussão de trânsito.

## Prêmios e indicações
| Ano  | Prêmio                              | Categoria   | Indicação                         | Resultado | Ref.   |
| ---- | ----------------------------------- | ----------- | --------------------------------- | --------- | ------ |
| 2000 | Prêmio Guarani de Cinema Brasileiro | Melhor Ator | A Hora Mágica como Tito Balcárcel | Indicado  | [ 10 ] |

## Filmografia

### Televisão
| Ano  | Título                                         | Personagem                                           | Nota                                   |
| ---- | ---------------------------------------------- | ---------------------------------------------------- | -------------------------------------- |
| 1985 | Ti Ti Ti                                       | Namorado de Madame                                   | Participação                           |
| 1986 | Selva de Pedra                                 | Oswaldo                                              |                                        |
| 1987 | Sassaricando                                   | Rubens Arantes (Rubinho)                             |                                        |
| 1988 | Fera Radical                                   | Marcelo Camargo                                      |                                        |
| 1989 | Pacto de Sangue                                | Fernando Guedes                                      |                                        |
| 1989 | Kananga do Japão                               | Alexandre Ferreira (Alex)                            |                                        |
| 1991 | Filhos do Sol                                  | Airton                                               |                                        |
| 1991 | Amazônia                                       | Daniel / Lírio Pessoa                                |                                        |
| 1992 | Deus Nos Acuda                                 | Paco de Sousa                                        |                                        |
| 1993 | Mulheres de Areia                              | Ele Mesmo                                            |                                        |
| 1994 | 74.5: Uma Onda no Ar                           | Caíque Mendes                                        |                                        |
| 1994 | Você Decide                                    | Léo                                                  | Episódio: "O preço do amor"            |
| 1995 | Decadência                                     | Victor Prata                                         |                                        |
| 1996 | Razão de Viver                                 | Rafael Carvalho Moura (Ruffo)                        |                                        |
| 1997 | Malhação                                       | Marcel de Freitas                                    | Capitulos: "46–49"                     |
| 1997 | Anjo Mau                                       | Ciro Furtado                                         |                                        |
| 1998 | Labirinto                                      | Franklin Passos                                      |                                        |
| 1999 | Malhação                                       | Ricardo Braga (Ricardão)                             |                                        |
| 2001 | O Clone                                        | Belmiro Rocha (Miro)                                 |                                        |
| 2003 | Kubanacan                                      | Herrera Fuentes                                      |                                        |
| 2003 | Sítio do Picapau Amarelo                       | Moby                                                 | Episódio: "O Extraterrestre"           |
| 2004 | Malhação                                       | Francisco Roberto                                    |                                        |
| 2005 | América                                        | Hélio de Andrade (Helinho)                           |                                        |
| 2005 | Zorra Total                                    | Peçanha / O Marido                                   |                                        |
| 2006 | Prova de Amor                                  | Carlos Eduardo Avelar (Cadu)                         |                                        |
| 2007 | Vidas Opostas                                  | Hélio Nunes (Inspetor Nunes)                         |                                        |
| 2008 | Os Mutantes                                    | João Ricardo Borba Gato de Albuquerque Andrade Silva |                                        |
| 2009 | Bela, a Feia                                   | Armando Freitas                                      |                                        |
| 2010 | Balada, Baladão                                | Zé Capeta                                            | Especial de fim de ano                 |
| 2012 | Máscaras                                       | Evaldo Fael                                          |                                        |
| 2013 | Nova Família Trapo                             | Ananias Pedreira                                     | Especial de fim de ano                 |
| 2013 | Pecado Mortal                                  | Osvaldo Santiago (Valdo)                             |                                        |
| 2014 | Milagres de Jesus                              | Abner                                                | Episódio: "A Cura do Cego de Nascença" |
| 2014 | Plano Alto                                     | Delegado Santeiro                                    |                                        |
| 2017 | A Força do Querer                              | Allan Delano                                         |                                        |
| 2017 | Dança dos Famosos 14                           | Participante                                         |                                        |
| 2018 | Super Chef Celebridades 7                      | Participante                                         |                                        |
| 2022 | Pacto Brutal - O Assassinato de Daniella Perez | Ele mesmo                                            |                                        |
| 2022 | Travessia                                      | Vandami                                              |                                        |

### Cinema
| Ano  | Título                                | Personagem                   | Notas          |
| ---- | ------------------------------------- | ---------------------------- | -------------- |
| 1987 | Romance da Empregada                  | Turista argentino            |                |
| 1992 | Perfume de Gardênia                   | César Lamas                  |                |
| 1997 | For All - O Trampolim da Vitória      | —                            |                |
| 1998 | A Hora Mágica                         | Tito Balcárcel               |                |
| 2001 | Domésticas                            | Ele mesmo                    |                |
| 2002 | As Vozes da Verdade                   | Detetive Bastos              | Curta-metragem |
| 2002 | Eu Não Conhecia Tururú                | Noivo de Rose                |                |
| 2014 | Os Tubarões de Copacabana             | Fernando "Nando"             |                |
| 2017 | Como Se Tornar O Pior Aluno da Escola | Professor de Educação Física |                |
| 2018 | O Candidato Honesto 2                 | Limpador de piscina          |                |
| 2018 | Socorro, Virei Uma Garota!            | Jorge                        |                |
| 2020 | Estação Rock                          | João                         |                |
| 2020 | Tudo Bem no Natal que Vem             | Ricardo                      |                |